# Ambrogio da Milano
Ambrogio da Milano, auch Ambrogio Barocci oder Barozzi, war ein italienischer Bildhauer der Frührenaissance aus Mailand, der von Ende des 15. Jahrhunderts bis Anfang des 16. Jahrhunderts tätig war.

## Biographie
Geburts- und Sterbedatum von Ambrogio da Milano sind nicht bekannt. Er wurde vermutlich Mitte des 15. Jahrhunderts in Mailand geboren. Als Bildhauer war er in Urbino, Ferrara, Venedig und Todi tätig. Am Palazzo Ducale (dt.: Herzogspalast) in Urbino war er ab 1472 an den dekorativen Arbeiten der Portale, der Fenstergewände sowie der Innenräume beteiligt. 1475 fertigte er das Denkmal von Lorenzo Roverella zusammen mit Antonio Rossellino in Urbino an. Von 1480 bis 1484 erbaute er den Glockenturm der Santa Maria della Quercia in Viterbo. Im Jahr 1491 arbeitet er zusammen mit Pippo da Firenze am Entwurf des Außenportikus der Kathedrale von Spoleto. 1499 schuf er das Grabmal des Grafen Orsini im Dom von Spoleto. Ambrogio da Milano starb in Urbino.
Einer seiner Urenkel, Federico Barocci, wurde ebenfalls als Künstler (Maler) tätig.

## Werke

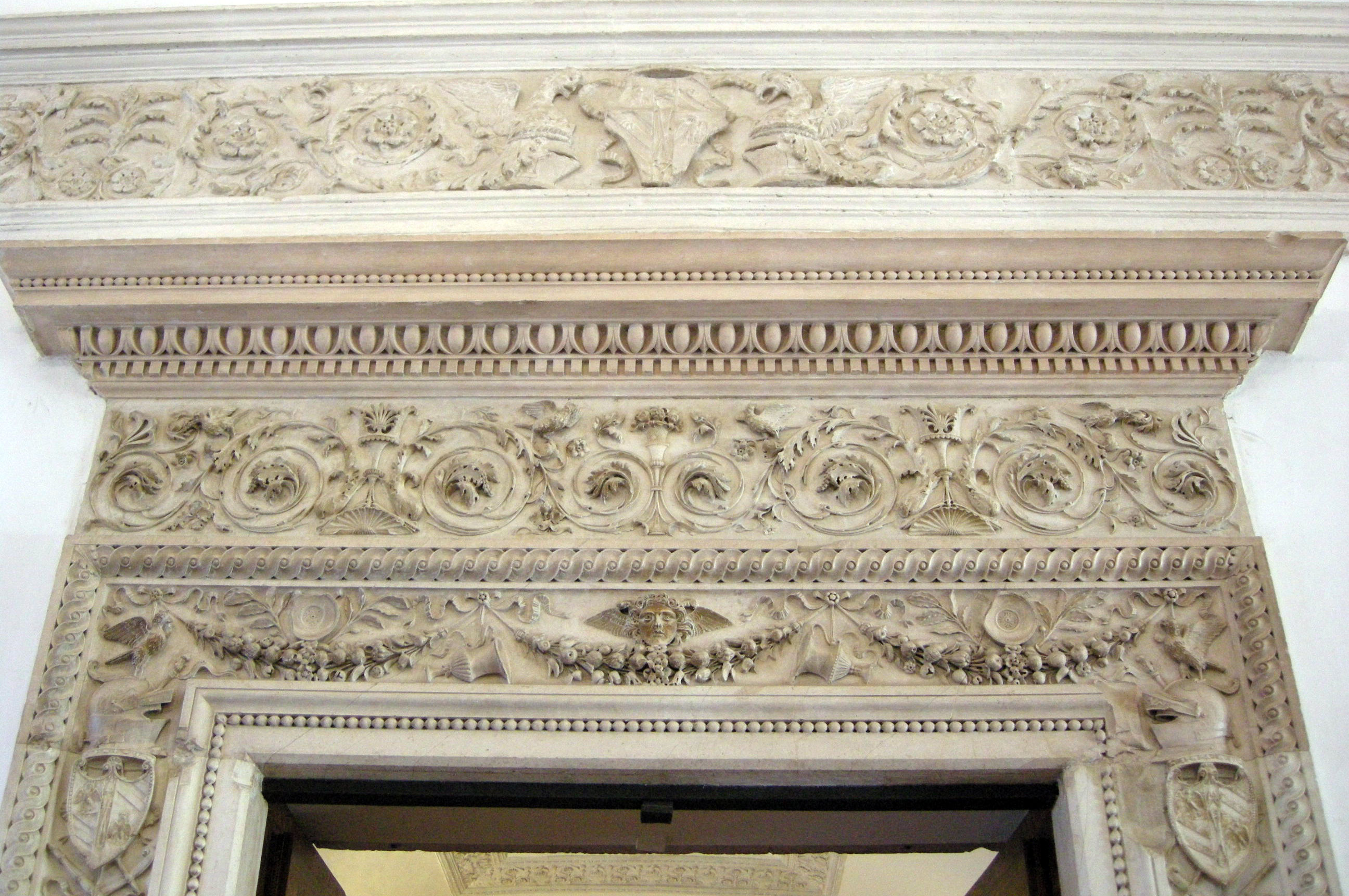
Verzierung am Portal im Palazzo Ducale
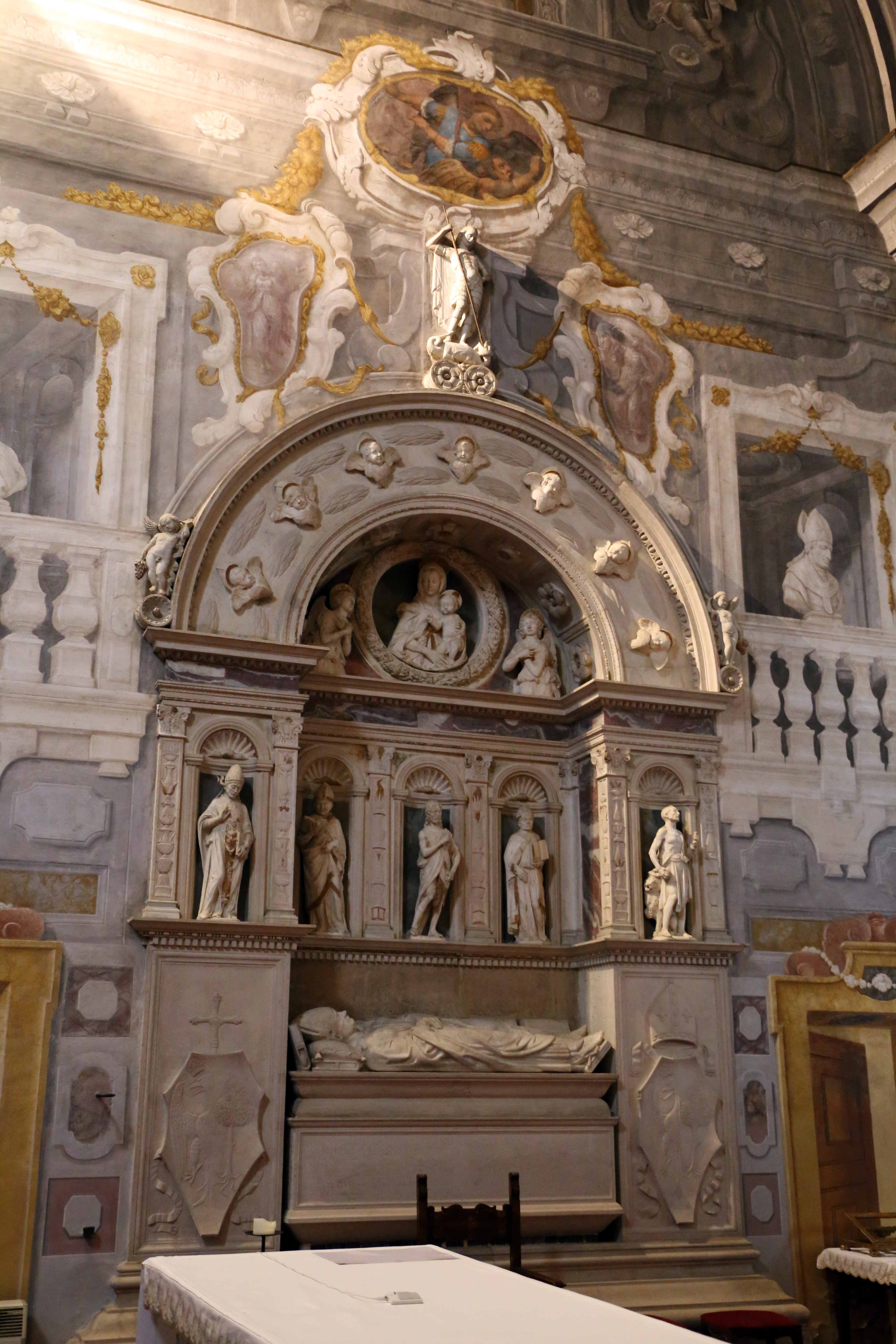
Denkmal von Lorenzo Roverella
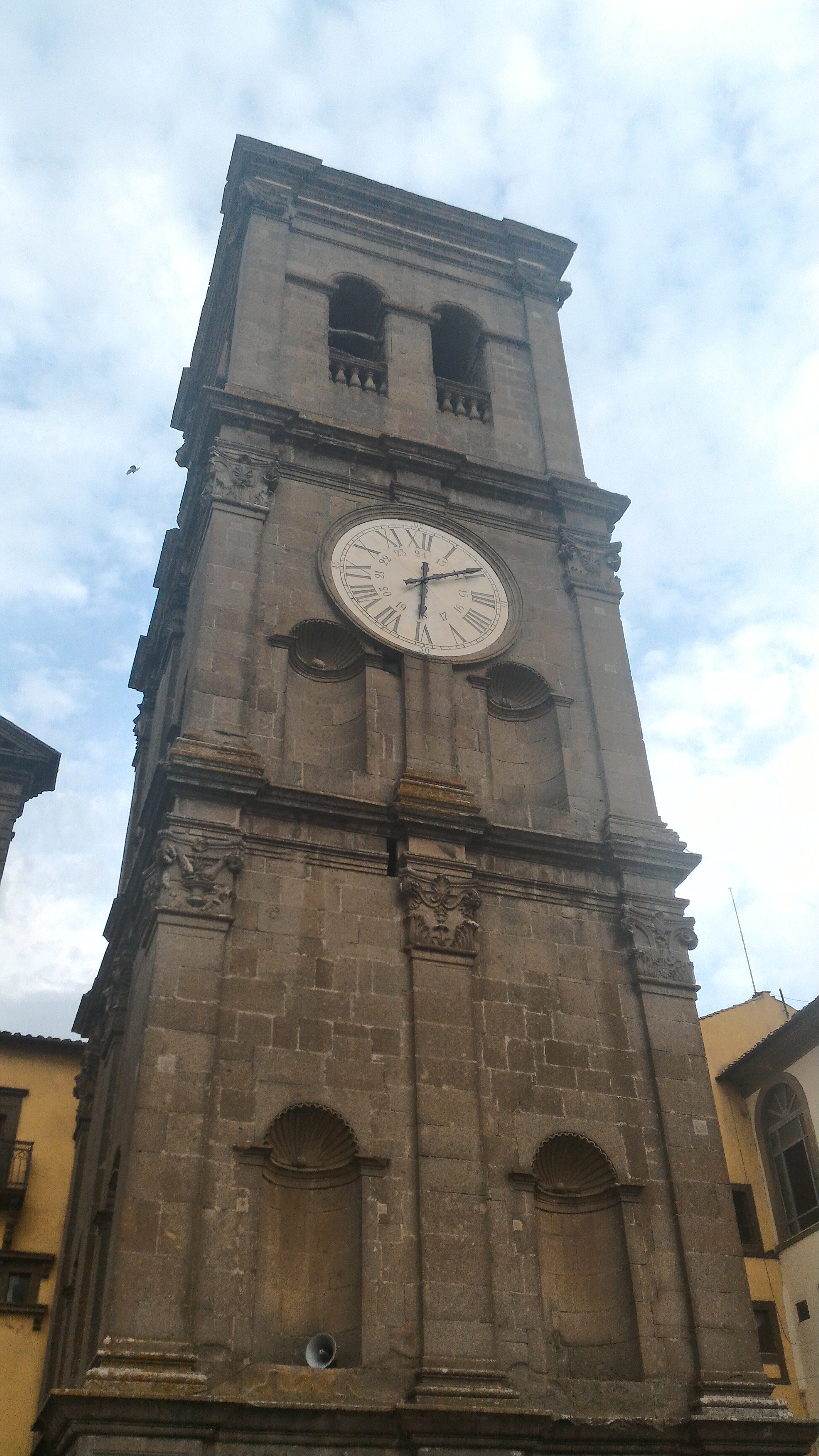
Glockenturm der Santa Maria della Quercia
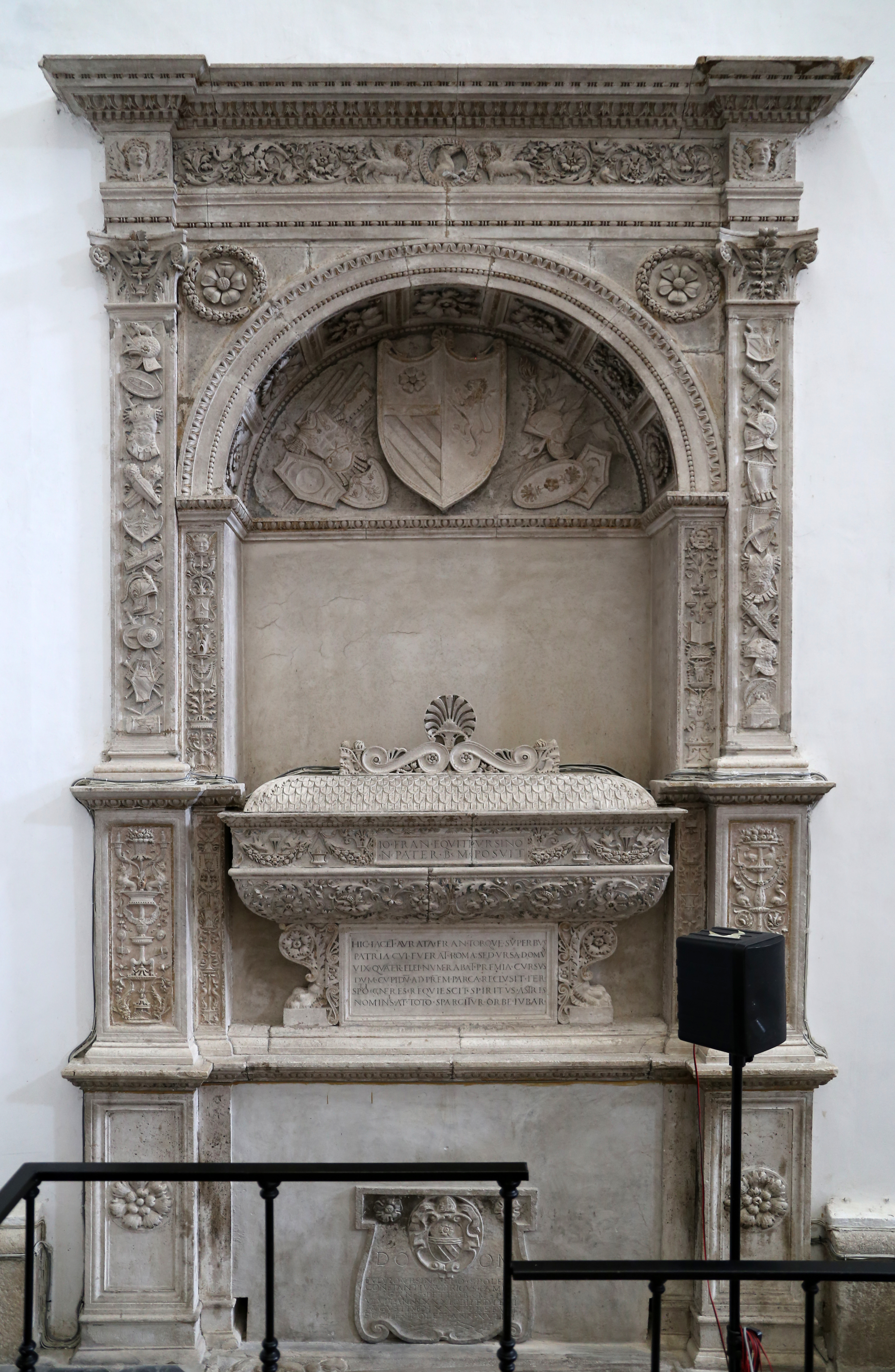
Grabmal des Grafen Orsini